# 梁家沟街道
梁家沟街道，是中华人民共和国内蒙古自治区乌海市乌达区下辖的一个乡镇级行政单位。

## 行政区划
梁家沟街道下辖以下地区：
永昌佳苑社区、安居佳苑社区和民达社区。